# 真野観我
真野 観我（まの かんが、嘉永6年8月25日（1853年9月27日） - 1920年（大正9年）3月26日）は、大日本帝国海軍旅順海軍経理部長、海軍主計総監、主計少将。位階おより勲等、軍功は従四位・勲三等・功四級金鵄勲章。本名は秀雄（ひでお）。

## 経歴
安政2年（1855年）8月22日に紀伊国黒江町に生まれるとする文献もあるが、武蔵国豊島郡育ち。初め、親戚の筧平三郎に寄宿し、林靏梁、大沼枕山の下で漢学を修める。さらにグリン・カロザンの築地学校に学び、1878年（明治11年）1月に慶應義塾に転ずる。1880年（明治13年）慶應義塾正科を卒業。同窓に、矢田績、戸張志智之助など。そのまま慶應義塾の寮長兼教員となるが、1885年（明治18年）8月に海軍主計官臨時採用試験に合格。
海軍主計となり、1887年（明治20年）海軍小主計として海軍主計学校教員兼任監事、1891年（明治24年）常備艦隊秘書となり、井上良馨大将・有地品之允中将・相浦紀道中将、伊東祐亨元帥などの配下についてその名を上げる。1893年（明治26年）にイギリス出張、造船造兵監督会計官となる。渡英5年後の帰朝の際には横須賀経理第二課長に就任。
日露戦争が始まると、海軍主計大監に就任し、艦政本部会計課長。功績により勲五等双光旭日章を受章。終戦後は呉海軍工廠会計課長、更に旅順海軍経理部長海軍主計大監となる。1910年（明治43年）に海軍主計総監に昇任し、後備役。1919年（大正8年）に海軍主計少将。
著書が多く、慶應義塾でも長く教鞭をとった。

## 栄典
- 1910年（明治43年）9月30日 - 従四位[1]

## 著書
- 『西洋演説軌範』（近代デジタルライブラリー）
- 『万国史独稽古』